# Yusuf Halaçoğlu

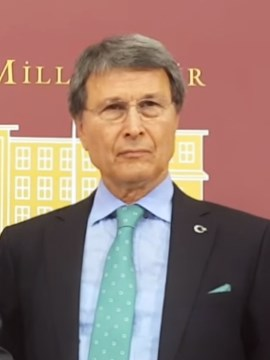
Yusuf Halaçoğlu (2016)

Yusuf Halaçoğlu (* 1949 in Kozan, Adana) ist ein türkischer Historiker und Politiker in verschiedenen Parteien. Er war von 1993 bis 2008 Vorsitzender der Türk Tarih Kurumu (Türkische historische Gesellschaft).

## Schule, Studium und Beruf
Halaçoğlu schloss das Gymnasium im Jahre 1967 ab und beendete im Jahre 1971 sein Studium an der Universität Istanbul. Drei Jahre später wurde er dort Forschungsassistent und promovierte im Jahre 1978 über die Besiedlungspolitik im Osmanischen Reich. Im Jahre 1989 habilitierte sich Halaçoğlu und wurde zum Abteilungsleiter im Staatsarchiv des Ministerpräsidialamtes der Türkei ernannt. Im Jahre 1990 stieg er zum stellvertretenden Leiter des Archivs auf. Zwei Jahre später wechselte er als Professor an die Marmara-Universität. Dort wurde er ein halbes Jahr später zum stellvertretenden Rektor berufen. 1993 wurde er zum Leiter der Türk Tarih Kurumu bestellt.
Halaçoğlu musste im Juli 2007 aufgrund umstrittener Angaben über die ethnische Herkunft der kurdischen Aleviten von der Leitung des Türk Tarih Kurumu zurücktreten. Im Jahre 2008 wurde Yusuf Halaçoğlu entlassen. Im Januar 2011 trat Halaçoğlu der Partei der Nationalistischen Bewegung (MHP) bei.
Zur Parlamentswahl 2011 zog er für die MHP als Abgeordneter ins Parlament ein. Dies gelang ihm auch 2015, sowohl im Juni, als auch im November. Am 10. März 2017 wurde Halaçoğlu im Zuge des Richtungsstreits der MHP (bezüglich des Verfassungsreferendums 2017) aus der Partei ausgeschlossen. Er wechselte mit mehreren MHP Mitgliedern zur İyi Parti. Nach der Wahl im Juni 2018 allerdings überwarf er sich mit der Parteiführung und trat aus der İyi Parti aus. Am 28. Juni 2024 gründete er die Kutlu Parti, zu dessen Vorsitzender er gewählt wurde.

## Kontroverse Positionen
Halaçoğlu schaltete sich häufig in die Debatte um den Völkermord an den Armeniern ein. Dort vertrat er die offizielle Linie der Republik Türkei, die den von zahlreichen Staaten anerkannten Völkermord bestreitet. Im Mai 2004 wurde gegen ihn von der Staatsanwaltschaft Winterthur nach der Antirassismus-Strafnorm ein Verfahren eröffnet, nachdem er während einer Rede vor der türkischen Vereinigung Winterthur den Völkermord an den Armeniern leugnete.  In die Kritik geriet er 2007, als er die These vertrat, ein Teil der kurdischen Aleviten seien konvertierte Armenier. Rund 30 Prozent der Kurden seien turkmenischer Herkunft und die linksradikale bewaffnete Organisation TIKKO (Arbeiter- und Bauern-Befreiungsarmee der Türkei) und die PKK seien zu einem Großteil armenischen Ursprungs.

## Publikationen (Auswahl)
- (mit Hikmet Özdemir, Kemal Çiçek, Turan Ömer, Çalık Ramazan) Die Armenier. Exil und Umsiedlung. Manzara, Pfungstadt 2012, ISBN 978-3-939795-15-5.